# 북부팜다람쥐

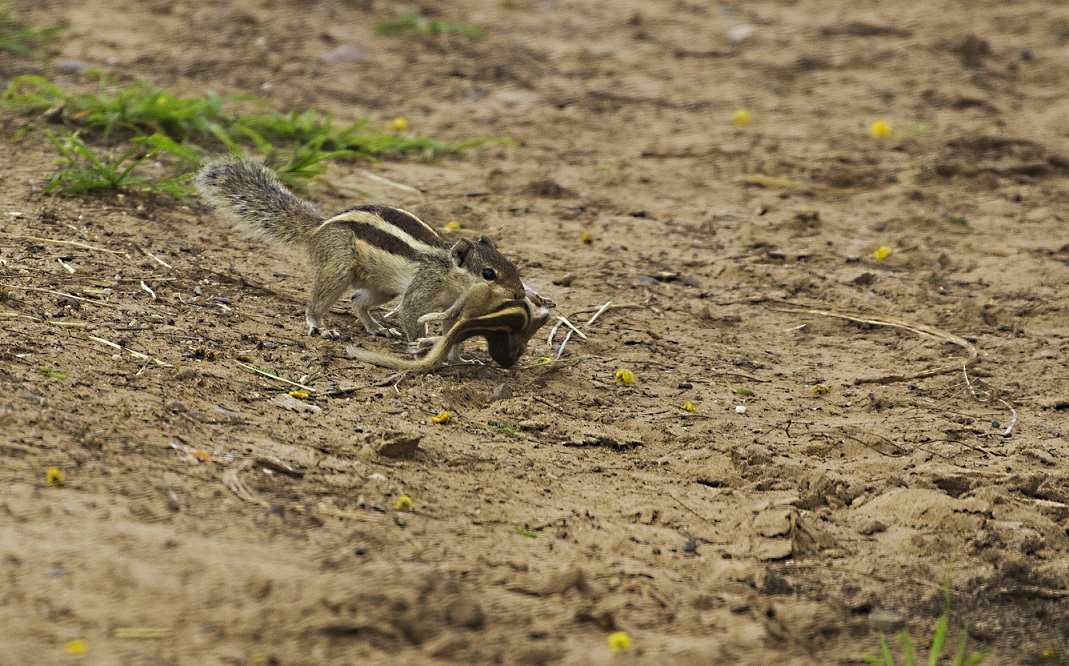
다섯줄무늬팜다람쥐가 인도 구라자트 주 아난드의 데바 마을 근처에서 죽은 새끼로부터 떠나기를 거부하고, 입으로 죽은 새끼를 물어 옮기고 있다.

북부팜다람쥐 또는 다섯줄무늬팜다람쥐(Funambulus pennantii)는 다람쥐과에 속해 있는 설치류의 일종이다. 2종의 아종이 알려져 있다. 준-수상성 동물로 열대 또는 아열대 기후 지역의 건조 활엽수림과 기타 많은 농촌과 도시 서식지에서 발견된다. 넓은 분포 지역에서 흔하게 발견되는 종으로 국제 자연 보전 연맹(IUCN)이 "관심대상종"으로 분류하고 있다.

## 아종
2종의 아종이 알려져 있다.
- F. p. pennantii
- F. p. argentescens